# 1747
Cette page concerne l'année 1747  du calendrier grégorien.
L'année 1747 est une année commune qui commence un dimanche.

## Événements
- 10 - 11 février : bataille de Grand-Pré. Les forces françaises de Ramezay et Coulon de Villiers surprennent et défont la milice du Massachusetts qui était cantonnée dans le village[2].
- 15 avril : publication par Benjamin Franklin dans The Gentleman's Magazine du discours de Mademoiselle Polly Baker[3]. Elle comparaît pour la cinquième fois devant la cour de justice de Connecticut près de Boston pour avoir mis au monde un bâtard[4].
- 8 août : prise de Ouidah par les Yorubas coalisés. Le roi du Dahomey (Bénin) Tegbessou parvient à un accord en 1748[5].
- 4 septembre : fondation de la Det almindelige Handelskompagni[6]. La réunion des compagnies danoises d’Islande et du Groenland permet la colonisation du Groenland.
- 19 septembre : Rolland-Michel Barrin, comte de La Galissonière, nommé gouverneur de la Nouvelle-France, arrive à Québec[7].
- 16-21 novembre : soulèvement contre l’enrôlement forcé dans la marine de la colonie à Boston[8]. La foule se retourne contre un riche négociant et administrateur colonial, Thomas Hutchinson, qui a soutenu le gouverneur lors de la répression d’une émeute et imaginé un système financier qui semble léser les pauvres. Sa maison est mystérieusement incendiée (1749).

- Début du règne de Djoda, roi du Ouadaï (fin en 1795). Les rois du Ouadaï sont confrontés à des révoltes et à des complots. Ils doivent payer un tribut au Darfour. Le roi Djoda en libère le pays à la fin du siècle et devient assez puissant pour annexer une partie du Kanem[9].

- Découverte en Guyane de l'hévéa, l'arbre à caoutchouc par le français François Fresneau[10].

### Asie
- 12 mars, Tibet : mort du général Pholané ; son fils Gyurme Namgyal lui succède à la tête du gouvernement tibétain (fin en 1750). Il complote avec les Dzoungars contre l'occupant chinois[11].
- 9 juin : Momozono succède à Sakuramachi comme empereur du Japon (fin en 1762)[12].
- 19 juin : les Turkmènes afchars et kadjars se débarrassent de Nâdir Châh. Son neveu Adil Châh s'empare du pouvoir. Ses fils (Châh Rukh) ne conservent que le Khorasan. Ses généraux se partagent l’empire[13].
- Octobre : les chefs afghans choisissent pour souverain un des généraux de Nâdir Châh, Ahmad Shâh Durrani, membre de la tribu Abdali. Il est élu padishah à Kandahar par une assemblée de Loya Jirga et fonde l’Empire Afghan. Il agrandit considérablement cet Empire en s’appropriant l’Est iranien, le Balouchistan, le Cachemire, le Pendjab et le Sind. Connu sous le nom de Durri-i-Dauran (la perle des perles), il fonde la dynastie Durrani[14].

- Muhammad Rahim, chef de la tribu Mangit, prend le pouvoir comme atalıq à Boukhara après avoir éliminé le djanide Abu'l Faiz (1747-1758). Son petit-fils Murad se fera nommer émir en 1785, succédant aux Djanides[15].
- Première guerre du Jinchuan. Répression d’une rébellion massive des aborigènes du Jinchuan, dans l’ouest du Sichuan, en Chine (fin en 1749)[16].

### Europe
- 2 février : victoire française de Belle-Isle sur l'Autriche qui fait lever le siège d'Antibes[17]; les Austro-Piémontais et les Anglais repassent le Var[18].
- 17 avril : le gouvernement français, qui pense détenir la supériorité stratégique aux Pays-Bas, rompt les conférences de paix tenues à Bréda et déclare la guerre aux États généraux des Provinces-Unies[19].

- 4 mai : Guillaume IV d'Orange-Nassau est nommé stadhouder de Hollande par les États généraux (fin en 1751) Sa charge devient héréditaire le 16 novembre[20]. Secondé par Bentinck, il annonce quelques mesures pour réprimer les abus les plus criants (suppression des contrats de correspondance, fin de l’affermage des impôts, récupération des revenus de la poste). Pour remédier à la crise financière, il propose l’établissement de la capitation pour supprimer les excès paralysants de la fiscalité indirecte. Mais, après la paix d’Aix-la-Chapelle, la plupart des réformes tourneront court et Guillaume se rapprochera des régents et réprimera les débordements.

- 14 mai : victoire navale britannique sur la France au Cap Finisterre[21].

- 23 juin (11 juin du calendrier julien) : alliance de la Russie et de la Grande-Bretagne[22]. La Russie recevra 100 000 roubles par an pour armer ses troupes.
- 26 juin-4 août : élections générales au Royaume-Uni[23].

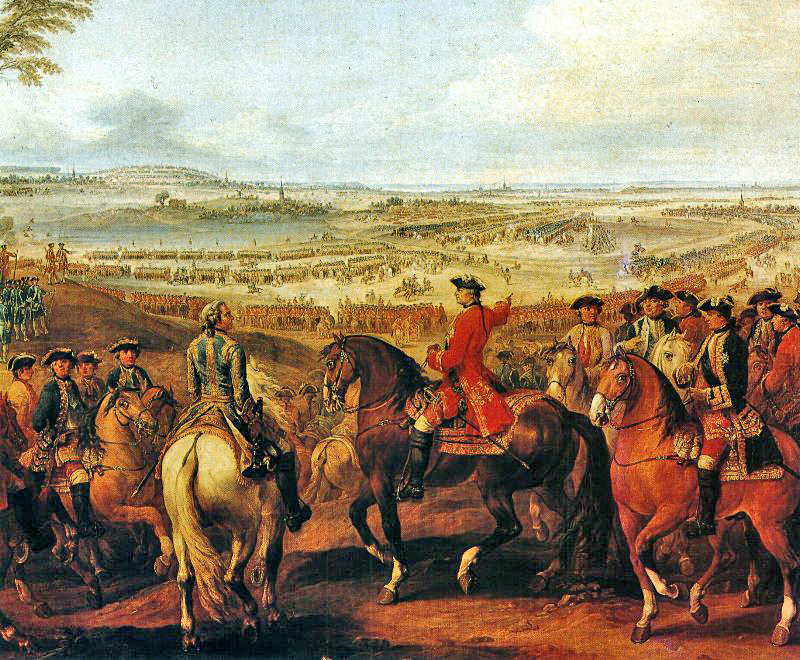
2 juillet : bataille de Lauffeld

- 2 juillet : bataille de Lauffeld[19]. Victoire de l'armée française, placée sous le commandement du maréchal Maurice de Saxe, sur les armées britannique et autrichienne aux ordres du duc de Cumberland, général britannique et troisième fils du roi George Ier de Grande-Bretagne.
- 6 juillet : levée du siège de Gênes par les Autrichiens[24].
- 8 juillet : naufrage du HMS Maidstone.
- 14 juillet : début du siège de Berg-op-Zoom[25].

- 19 juillet : bataille d'Assietta. Tentative française d’invasion du Piémont, qui est repoussée[26].
- 1er août[27] : entrée en vigueur du Proscription Act. Abolition du système des clans en Écosse. Interdiction du port du tartan.
- 1er septembre : débarquement des forces du colonel de Choiseul-Beaupré à Bastia[28]. Seconde intervention française en Corse.
- 16 septembre : Maurice de Saxe prend Berg-op-Zoom aux Provinces-Unies[25]. Le roi de France retourne à Versailles après ce succès, désireux d’obtenir la paix sur des bases consolidées.
- 25 octobre : seconde victoire navale britannique sur la France au cap Finisterre[21].
- 16 novembre : les États généraux des Provinces-Unies proclament le stathouderat héréditaire à la suite de l’agitation populaire consécutive à la prise de Berg-op-Zoom dans les principales villes des Provinces-Unies (Leyde, Rotterdam, Amsterdam). Le peuple reproche au pouvoir, notamment aux États Généraux, d’avoir mal conduit la politique du pays pendant la guerre[29].

- Création du Comptoir du fer en Suède[30].

## Naissances en 1747
- 10 janvier : Abraham Breguet, horloger et physicien français († 17 septembre 1823).
- 15 janvier : Rémy Hippolyte Bidault, homme politique français († 14 mars 1810).
- 21 janvier : Félicité de Genlis, femme de lettres française née Caroline-Stéphanie-Félicité († 31 décembre 1830).

- 13 avril : Gunning Bedford, Jr., homme politique américain et britannique († 30 mars 1812).
- 23 avril : Alexandre-Auguste Robineau, peintre et musicien français († 13 janvier 1828).

- 4 juillet : Remi-Fursy Descarsin, peintre français († 14 novembre 1793).
- 8 juillet : Bernhard Joachim von Bülow, diplomate allemand († 30 août 1826).

- 2 décembre : Giuseppe Quaglio, peintre et scénographe italien († 23 janvier 1828).
- 7 décembre : Joseph-Marie Flouest, peintre et sculpteur français († 25 mai 1833).
- 30 décembre : Joseph Boucher, agriculteur et homme politique canadien († 28 novembre 1813).

## Décès en 1747
- 18 janvier : Antonio de Literes, compositeur espagnol (° 18 juin 1673).
- 26 janvier : Willem van Mieris, peintre hollandais (° 3 juin 1662).

- 2 février : Francesc Valls, compositeur et théoricien de la musique de l'époque baroque espagnole (° vers 1671).
- 9 février : Antonio Paglia, peintre italien (° 1680).

- 19 mars : Catherine Opalinska, reine de Pologne (° 13 octobre 1682).

- 5 avril : Francesco Solimena, peintre d'histoire et de sujets religieux et architecte italien de l'école napolitaine de la période baroque (° 4 octobre 1657).
- 13 avril : Johann Jacob Dillenius ou Dillen, botaniste britannique d'origine allemande (° 22 décembre 1684).
- 14 avril :
  - Balthasar Denner, peintre allemand (° 15 novembre 1685).
  - Jean-Frédéric Osterwald, théologien protestant et pasteur suisse (° 25 novembre 1663).
- 25 avril : François Gigot de Lapeyronie, chirurgien français (° 15 janvier 1678).

- 19 juin : Nâdir Shâh, Chahanchah de Perse et fondateur de la dynastie des Afcharides (° 22 octobre 1688).
- 26 juin : José Carrillo de Albornoz y Montiel, militaire et homme politique espagnol (° 8 octobre 1671).

- 16 juillet : Giuseppe Maria Crespi, peintre italien (° 14 mars 1665).

- 4 octobre : Amaro Pargo, corsaire espagnol (° 3 mai 1678).

- 17 novembre : Alain-René Lesage, romancier et dramaturge français (° 8 mai 1668)